# Die Faust des Schicksals (film 1917)
Die Faust des Schicksals è un film muto del 1917 diretto da Alwin Neuß che aveva come interprete principale l'attrice Käthe Haack. Prodotto da Erich Pommer, fu distribuito nel luglio 1917.

## Produzione
Il film fu prodotto da Erich Pommer per la Decla-Film-Gesellschaft Holz & Co.